# Belonoptera
Belonoptera is een geslacht van vlinders van de familie venstervlekjes (Thyrididae).

## Soorten
- B. arachnidia Warren, 1908
- B. cancellata Warren, 1907
- B. excessiva Gaede, 1936
- B. fratercula (Pagenstecher, 1892)
- B. frondicula (Guenée, 1877)
- B. nervicula (Guenée, 1858)
- B. patercula (Pagenstecher, 1892)
- B. phyllula Herrich-Schäffer, 1858
- B. purpureofasciata Gaede, 1936
- B. reticula (Guenée, 1858)
- B. sanguinea Warren, 1905
- B. selenioides (Pagenstecher, 1892)